# Jacky Blanchot
Pour les articles homonymes, voir Blanchot.
Jacques Émile Jules Blanchot dit Jacky Blanchot, né le 29 août 1921 à Bourg-la-Reine et mort dans la même ville le 24 mars 1984, est un cascadeur et acteur français.

## Biographie
Comédien, Jacky Blanchot est aussi connu comme membre fondateur en mars 1948 du Club des Casse-cou, une association de cascadeurs présidé par Roland Toutain qui a doublé des acteurs comme Gérard Philipe ou George Raft dans de nombreux films, notamment de cape et d'épée, des années 1950 aux années 1970.

## Filmographie

### Cinéma
- 1949 : Prélude à la gloire de Georges Lacombe
- 1950 : Rome express de Christian Stengel
- 1950 : La Marie du port de Marcel Carné : le quartier-maître
- 1950 : Le Traqué (Gunman in the street) de Franck Tuttle : un agent de police
- 1951 : Garou-Garou, le passe-muraille de Jean Boyer :  le gardien qui reçoit le coup de pied à travers le mur
- 1951 : Identité judiciaire, d'Hervé Bromberger
- 1951 : Caroline chérie de Jean Devaivre : un chouan
- 1952 : Fanfan la Tulipe de Christian-Jaque :  un soldat
- 1952 : Cent francs par seconde de Jean Boyer : un cheminot en grève
- 1952 : L'amour n'est pas un péché de Claude Cariven : un déménageur
- 1952 : Les Belles de nuit de René Clair : un sbire algérien / Porthos, un mousquetaire
- 1952 : Violettes impériales (Violetas imperiales) de Richard Pottier
- 1953 : Lucrèce Borgia de Christian-Jaque : un spadassin
- 1955 : Le Fils de Caroline chérie de Jean Devaivre
- 1955 : Port du désir de Edmond T. Gréville : un faux policier
- 1955 : La Madone des sleepings d'Henri Diamant-Berger
- 1956 : La Loi des rues de Ralph Habib
- 1956 : Les Aventures de Till l'espiègle de Gérard Philipe et Joris Ivens : le forgeron
- 1956 : Alerte au deuxième bureau de Jean Stelli
- 1956 : L'inspecteur aime la bagarre de Jean Devaivre : Ray
- 1959 : Le Gendarme de Champignol de Jean Bastia : un consommateur
- 1961 : La Croix des vivants d'Yvan Govar
- 1962 : La Salamandre d'or de Maurice Regamey : Darcan
- 1964 : Cent mille dollars au soleil d'Henri Verneuil
- 1964 : Des frissons partout de Raoul André : un homme de main
- 1964 : La Nuit des généraux d'Anatol Litvak : le suspect de Hambourg
- 1965 : Le Majordome de Jean Delannoy : un truand
- 1965 : Paradiso, hôtel du libre-échange de Peter Glenville : un policier à l'hôtel
- 1965 : Guerre secrète (The Dirty Game) de Christian-Jaque : Joe
- 1965 : Coplan FX 18 casse tout de Riccardo Freda : un homme de main
- 1966 : Brigade antigangs de Bernard Borderie : un inspecteur
- 1966 : Le Roi de cœur de Philippe de Broca : le Gabalou
- 1966 : Tendre Voyou de Jean Becker : un chauffeur de taxi
- 1967 : Les Grandes Vacances de Jean Girault : un marin au bistrot
- 1967 : Histoires extraordinaires de Roger Vadim : un courtier, dans le sketch : Metzengerstein
- 1967 : Lagardère, série télévisée et film de Jean-Pierre Decourt : un truand
- 1968 : Le gendarme se marie de Jean Girault : le pilote de la vedette d'entrainement
- 1968 : Le Tatoué de Denys de La Patellière : un des pilleurs
- 1971 : Mourir d'aimer de André Cayatte : un inspecteur
- 1971 : Donogoo, téléfilm de Yannick Andréi : un pionnier
- 1972 : Hellé de Roger Vadim

### Télévision
- 1970 : Les Enquêtes du commissaire Maigret : épisode L'écluse N°1
- 1972 : Les Évasions célèbres : épisode l'esclave gaulois : cavalier franc
- 1973 : Joseph Balsamo, série télévisée d'André Hunebelle : Gunther
- 1973 : L'Hiver d'un gentilhomme, série télévisée de Yannick Andréi : le mercenaire